# Hyperlais benderalis
Hyperlais benderalis är en fjärilsart som beskrevs av Hans Georg Amsel 1961. Hyperlais benderalis ingår i släktet Hyperlais och familjen Crambidae. Inga underarter finns listade i Catalogue of Life.